# Allobates subfolionidificans
Allobates subfolionidificans es una especie de anfibio anuro de la familia Aromobatidae.

## Distribución geográfica
Esta especie es endémica de Río Blanco en Acre, Brasil. Habita a 136 m de altitud.

## Publicación original
- Lima, Sanchez & Souza, 2007 : A New Amazonian Species of the Frog Genus Colostethus (Dendrobatidae) that Lays its Eggs on Undersides of Leaves. Copeia, vol. 2007, n.º 1, p. 114–122[5]